# Mirabeau répondant à Dreux-Brézé (Fragonard)
Pour les articles homonymes, voir Mirabeau répondant à Dreux-Brézé (Dalou).
Mirabeau répondant à Dreux-Brézé est un tableau d'Alexandre-Évariste Fragonard peint vers 1830 et illustrant une scène iconique de la Révolution française, le Serment du Jeu de Paume,.

## Contexte
En 1830, la monarchie de Juillet organise un concours pour décorer la salle des séances de la Chambre des députés. Alexandre Évariste Fragonard soumet son œuvre, qui représente un épisode de la Révolution française que les mémoires des girondins, publiés dans les années 1820 et 1830, ont rendu célèbre : le 23 juin 1789, à Versailles, Henri-Évrard de Dreux-Brézé est envoyé par le roi Louis XVI pour demander aux députés, réunis depuis mai pour les États Généraux, de se séparer.
Quelques députés protestent et refusent d'obéir, dont Mirabeau qui se serait écrié : « Allez dire à ceux qui vous envoient que nous sommes ici par la volonté du peuple et qu'on ne nous en arrachera que par la puissance des baïonnettes ».
Le tableau ne sera finalement pas sélectionné, jugé trop théâtral (les colonnes du tableau évoquent les actes héroïques de l'Antiquité) et trop dramatique avec les jeux de clair-obscur et les deux figures de Mirabeau et de Dreux-Brézé qui se dressent parmi la foule, d'autant que Mirabeau n'était pas le seul, ce jour-là, à contester l'autorité royale au nom de la souveraineté nationale.